# Oberösterreichische Landesbibliothek
Die Oberösterreichische Landesbibliothek ist die zentrale Archivbibliothek Oberösterreichs in der Landeshauptstadt Linz. Sie bewahrt mittelalterliche Handschriften, Wiegen- und andere Drucke aus den aufgehobenen oberösterreichischen Klosterbibliotheken sowie aktuelle Sach- und Fachliteratur, Belletristik und elektronische Medien.
Die Bibliothek wurde 1999 durch das Land Oberösterreich vom Bund übernommen. Zusammen mit Bibliotheken der Landesmuseen, des Landesarchivs und des Stifterhauses bildet sie einen regionalen Bibliothekenverbund von Kultureinrichtungen, der auch Partner im Österreichischen Bibliothekenverbund ist.

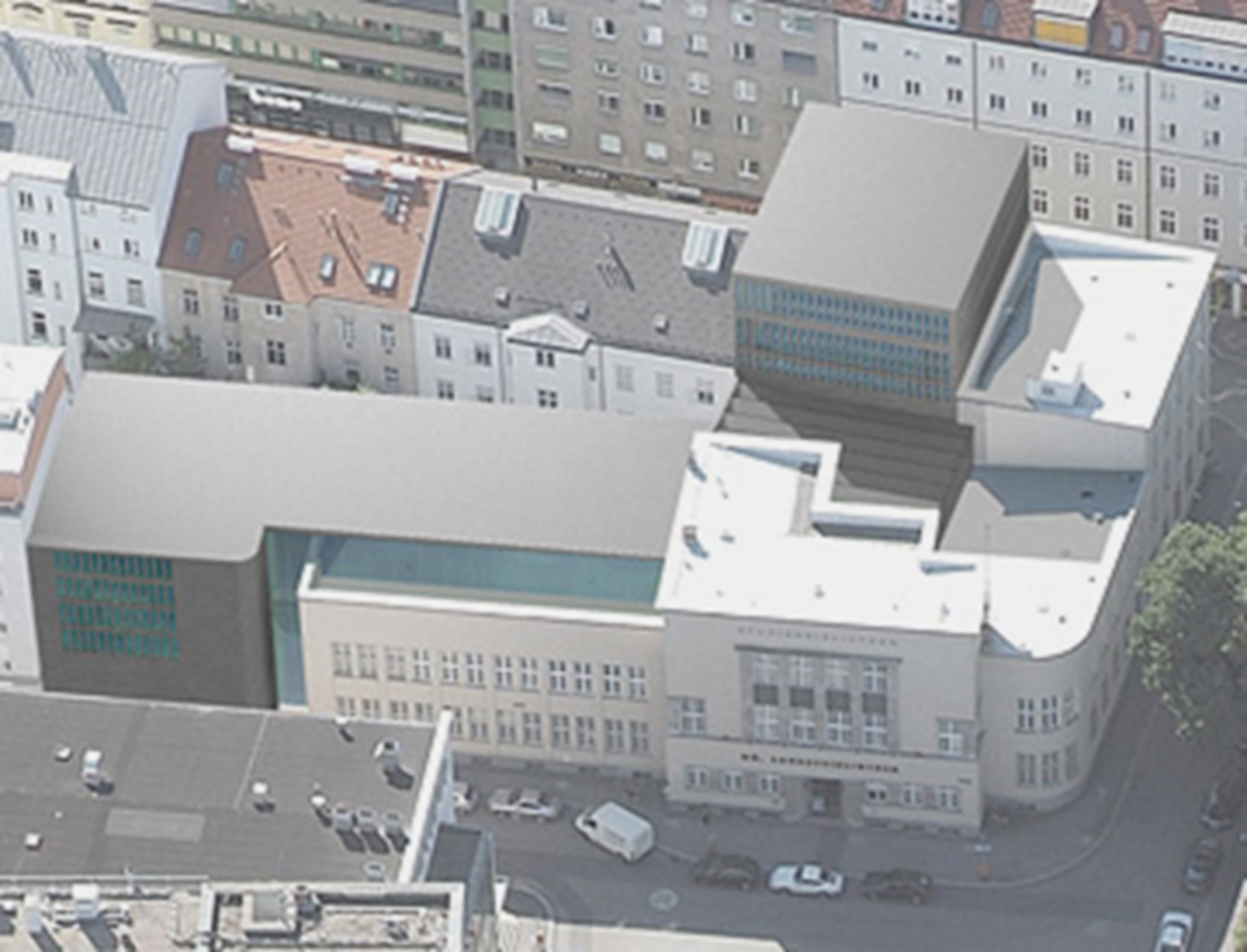
Ansicht der Oberösterreichischen Landesbibliothek im Vollausbau

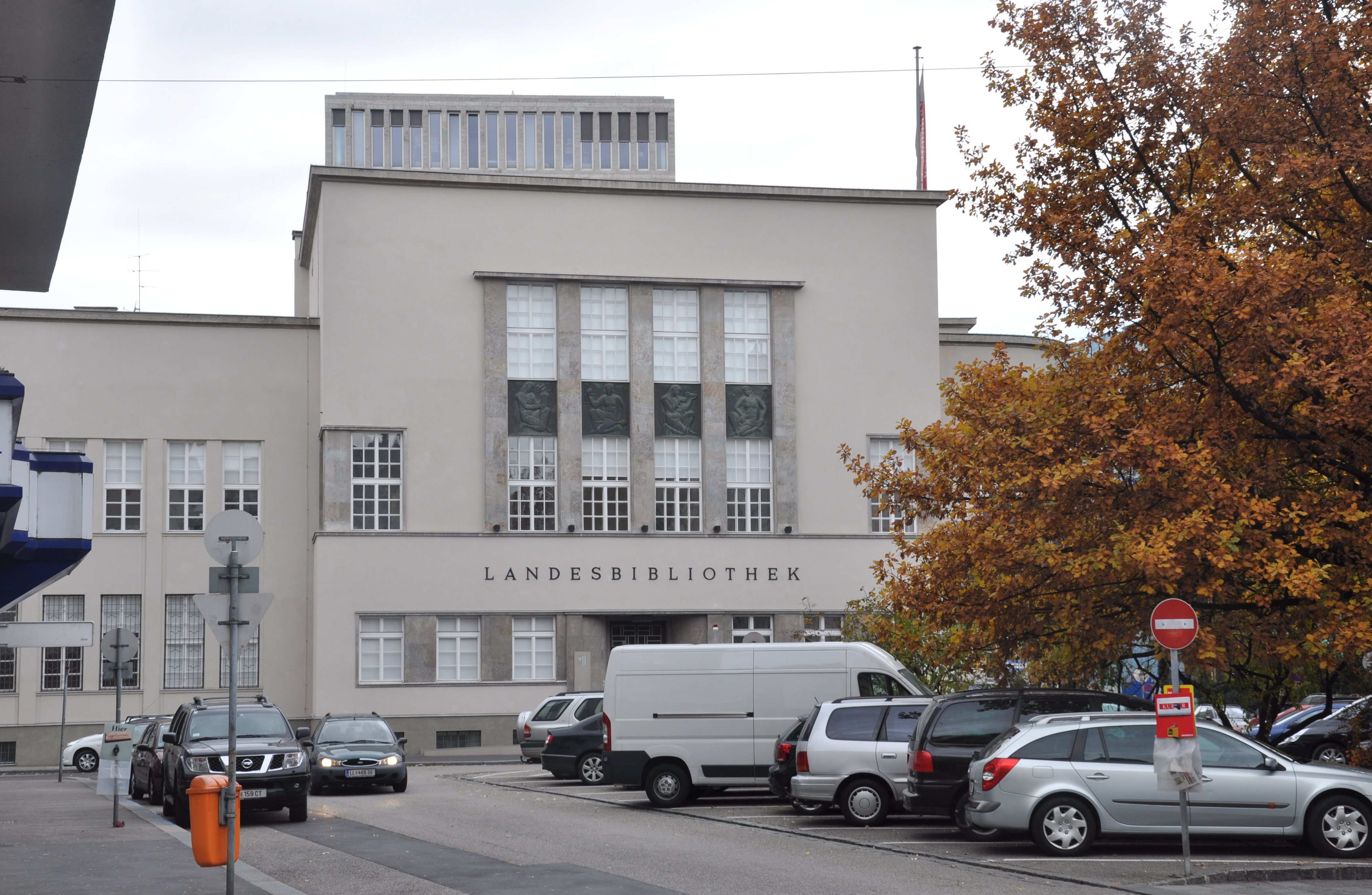
Landesbibliothek am Schillerplatz

## Aufgaben
Die Landesbibliothek sammelt, erschließt und archiviert im Rahmen des gesetzlichen Auftrages alle in und über Oberösterreich erscheinenden Publikationen. Sie erwirbt eine sinnvolle Auswahl aus dem Gesamtangebot an gedruckten und elektronischen Medien und hält diese zur Benutzung und Entlehnung bereit und versteht sich insgesamt als Komplementär zu den anderen bibliothekarischen Angeboten von Universitäten und Hochschulen in der Region. Sie bewahrt, pflegt und erschließt die historisch gewachsene Büchersammlung der Vorläufereinrichtungen bibliotheca publica und Bundesstaatliche Studienbibliothek und sichert das kulturelle Erbe nach sicherheitstechnischen und konservatorischen Gesichtspunkten.

## Geschichte

### 1774/78 Jesuitenkolleg (k. u. k. Lyzealbibliothek bzw. bibliotheca publica)
Die Oberösterreichische Landesbibliothek entstand im Zuge der Aufhebung des Jesuitenordens durch Papst Clemens XIV. am 21. Juli 1773 und den durch das Klosteraufhebungspatent vom 12. Jänner 1782 eingeleiteten Klosteraufhebungen unter Kaiser Joseph II. Betroffen davon waren in Oberösterreich zwischen 1782 und 1792 mehr als 20 Klöster. Da es in Linz keine Universität gab, der man die Bücherschätze der Klöster hätte anvertrauen können, wurde per kaiserlichem Erlass vom 2. Juli 1774 und vom 15. Oktober 1774 die k.k. Lyzealbibliothek bzw. bibliotheca publica gegründet. Die erste öffentliche Bibliothek des Landes blieb zunächst im Bibliothekssaal des ehemaligen Jesuitenkollegs in der Linzer Domgasse, musste aber, nachdem das Gebäude vom Militär beansprucht wurde, gemäß Entschließung des Landeshauptmanns vom 7. August 1776 in das kaiserliche Schloss übersiedeln.

### 1778/83 Schloss
Als sich herausstellte, dass die Unterbringung im kaiserlichen Schloss unzulänglich war und die vorgesehenen finanziellen Mittel nicht ausreichten, wurde der Betrieb der Bibliothek durch ein Hofkanzleidekret vom 7. April 1783 dem Stift Kremsmünster übertragen, mit dem Auftrag, in einem seiner Häuser zu Linz eine öffentliche Bibliothek zu errichten und die dazu erforderlichen Verrichtungen entweder durch seine eigenen Geistlichen zu bestreiten oder aber auf eigene Kosten die dazu notwendigen Leute anzustellen. Die jährlichen Dotationen wurden aus dem Kameral-Studienfonds zugewiesen.

### 1784 Baumgartenberger Stiftshaus (Akademische Bibliothek)
Die Bibliothek wurde in das stiftseigene Freihaus in der Herrenstraße 19 gebracht, 1784 bestimmte der Kaiser dieses Gebäude zur Residenz des von ihm ernannten Bischofs und die Bibliothek musste erneut umziehen. Dem Stift wurde nun dafür das Haus des aufgehobenen Klosters Baumgartenberg an der Landstraße Nr. 30, der heutige Klosterhof, überlassen. Die Übersiedlung erfolgte im Frühjahr 1784. Dieses Haus wurde für 150 Jahre Sitz der Akademischen Bibliothek.

### 1908–1924 Konrad Schiffmann
Es gab während dieser Zeit erfolglose Versuche des Stiftes Kremsmünster, sich der Aufgabe zu entledigen. Eine allmähliche Änderung dieser Situation trat ein, als der Mittelschulprofessor Konrad Schiffmann vom 1. Juli 1908 an mit der provisorischen Leitung der Bibliothek betraut wurde. Schiffmann wurde dazu vom Schuldienst freigestellt und damit war erstmals ein staatlich besoldeter Bibliothekar für die Belange der Bibliothek verantwortlich. Schiffmann begann die Bibliothek auf eine solide rechtliche Grundlage zu stellen und den Bau eines eigenen Bibliotheksgebäudes durchzusetzen. Diese Pläne, die 1914 vor der Realisierung standen, fielen dem Ersten Weltkrieg zum Opfer. Schließlich schaffte es Schiffmann, dass das Finanzministerium 1922 der Übernahme des Bibliothekspersonals in die Staatsverwaltung zustimmte. 1924 wurde aufgrund einer von Schiffmann selbst geforderten baupolizeilichen Untersuchung des Hauses Landstraße 30 die sofortige Entfernung der Bibliothek angeordnet. Die Bücher wurden in Kisten verpackt und in den städtischen Wirtschaftshof umgesiedelt.

### 1934 Schillerplatz (Bundesstaatliche Studienbibliothek)
Im Dezember 1930 wurde mit der Errichtung des damals modernsten Bibliotheksgebäudes Österreichs nach den Plänen von Ministerialrat Julius Smolik im Stil der Neuen Sachlichkeit am Standort Schillerplatz begonnen. Die Arbeiten dauerten bis Dezember 1931, im November 1932 war die Übersiedlung abgeschlossen und am 9. November 1934 wurde die neue Studienbibliothek, ungeachtet der noch nicht entsprechenden Einrichtung des Lesesaales, auf Anordnung des Landeshauptmannes Heinrich Gleißner eröffnet. Schiffmanns Nachfolger, Josef Hofinger, fiel dann ab 1935 die Aufgabe zu, die von den Wiener Zentralstellen verlangte Neuordnung der Bibliothek umzusetzen, die die Aufstellung der damals etwa 80.000 Bände in den Magazinen nach Numerus Currens vorsah. Dazu musste ein neuer Nominal- und Schlagwortkatalog aufgebaut werden.

### 1938–1950
1938 wurde der Nationalsozialist Walter Luegmayer mit der Leitung der Bibliothek betraut. Neben dem Zugang durch ein erhöhtes Ankaufsbudget kamen zahlreiche Sammlungen auch durch Zwangsauflösung in den Bestand der Bibliothek. Nachdem die Direktion Luegmayers mit dem Einmarsch der amerikanischen Truppen in Linz am 5. Mai 1945 zu Ende gegangen war, wurde Eduard Straßmayr von Oberösterreichischen Landesarchiv durch eine Verfügung des Landeshauptmannes vom 24. Mai 1945 zum kommissarischen Leiter der Studienbibliothek bestellt, der auch die Restitution von Raubgut verantwortete. Der Jahresbericht vermerkt dazu: „Die Rückgabe zahlreicher fremder Buchbestände, wie sie vor 1945 durch Beschlagnahme usw. in die Studienbibliothek gelangt waren, fand nach und nach statt.“ Der Zweite Weltkrieg führte insgesamt für die Bibliothek zu keinen nennenswerten Verlusten in den historischen Sammlungen. 1950 wurde vom Land Oberösterreich der Zentralkatalog der wissenschaftlichen Bibliotheken Oberösterreichs gegründet, der im Gebäude der Bibliothek untergebracht wurde und der sich den zentralen Nachweis landeskundlicher und wissenschaftlicher Bestände der Linzer Bibliotheken zur Aufgabe machte.

### 1999 Oberösterreichische Landesbibliothek

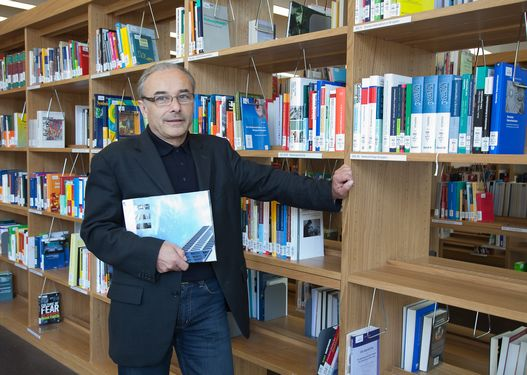
Christian Enichlmayr

1999 wurde Christian Enichlmayr mit der Leitung der Bibliothek betraut.
Nach Diskussionen und Verhandlungen wurde die Bibliothek 1999 vom Land Oberösterreich übernommen und von Bundesstaatliche Studienbibliothek Linz in Oberösterreichische Landesbibliothek umbenannt. Im Jahr 2000 erfolgte der Beitritt zum Österreichischen Bibliothekenverbund und damit der Umstieg auf elektronische Bestandserfassung (gemeinsam mit den Bibliotheken des OÖ. Landesmuseums, des OÖ. Landesarchivs und des Adalbert-Stifter-Institutes des Landes Oberösterreich).
Die Landesregierung beschloss am 5. September 2005 die Sanierung und Erweiterung der Landesbibliothek und bewilligte die Kosten für die erste Bauetappe. In der Folge wurde ein offener Architektenwettbewerb ausgelobt, aus dem das Architekturbüro Bez + Kock (Stuttgart) als Sieger hervorging. Die Realisierung des gesamten Bauvorhabens wurde auf zwei Etappen verteilt. Im Oktober 2007 erfolgte die Grundsteinlegung für den Zubau, der am 27. August 2009 eröffnet werden konnte. Die Umwandlung von einer reinen Speicherbibliothek in eine primär offene Freihandbibliothek, die zum Lesen und Schmökern anregt, war eines der obersten Planungsziele gewesen. Durch die behutsame Sanierung und Erweiterung wurde eine moderne, zukunftsorientierte Bibliothek geschaffen.

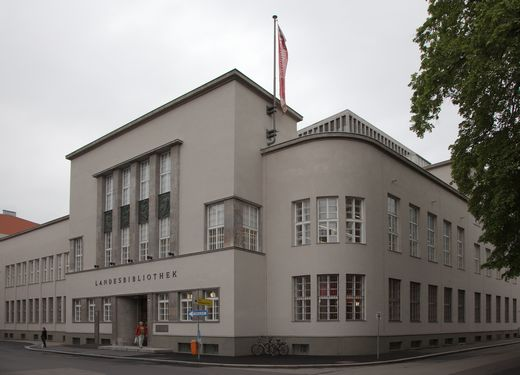
Die neu renovierte Oberösterreichische Landesbibliothek

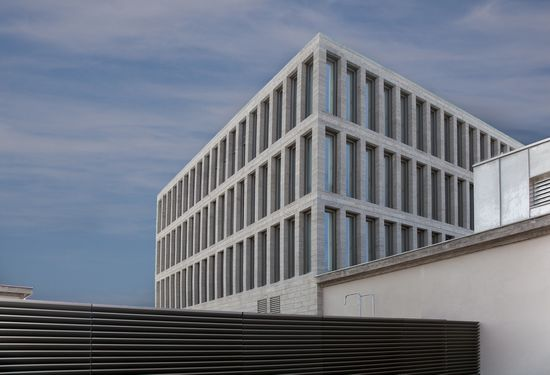
Die neu renovierte Oberösterreichische Landesbibliothek

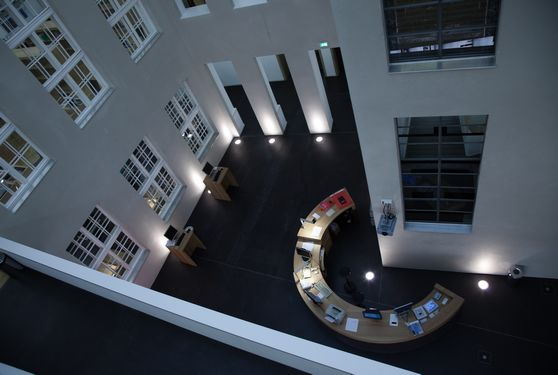
Atrium der neu renovierten Oberösterreichische Landesbibliothek

## Sammlungen
Die OÖ. Landesbibliothek sammelt als wissenschaftliche Universalbibliothek Literatur aus allen Wissensgebieten. Der Bestand an Büchern, Zeitungen, Zeitschriften, DVDs, CDs beträgt ca. 600.000 Werke. Der jährliche Zuwachs beträgt etwa 10.000 Bände (Einheiten). Die historischen Bestände der Landesbibliothek stammen aus dem Besitz der folgenden, im 18. Jahrhundert aufgelösten oberösterreichischen Klöster:
- Baumgartenberg (Zisterzienser, gegr. 1144)
- Garsten (Benediktiner, gegr. 1107)
- Gleink (Benediktiner, gegr. 1123)
- Linz (Jesuiten, gegr. 1660)
- Linz (Minoriten, gegr. 1669)
- Mondsee (Benediktiner, gegr. 748)
- Münzbach (Dominikaner, gegr. 1657)
- Pupping (Franziskaner, gegr. 1477)
- Steyr (Jesuiten, gegr. 1632)
- Suben (Augustiner-Chorherren, gegr. 1126)
- Traunkirchen (Jesuiten, gegr. 1622)
- Waldhausen (Augustiner-Chorherren, gegr. 1147)

## Handschriften und Inkunabeln

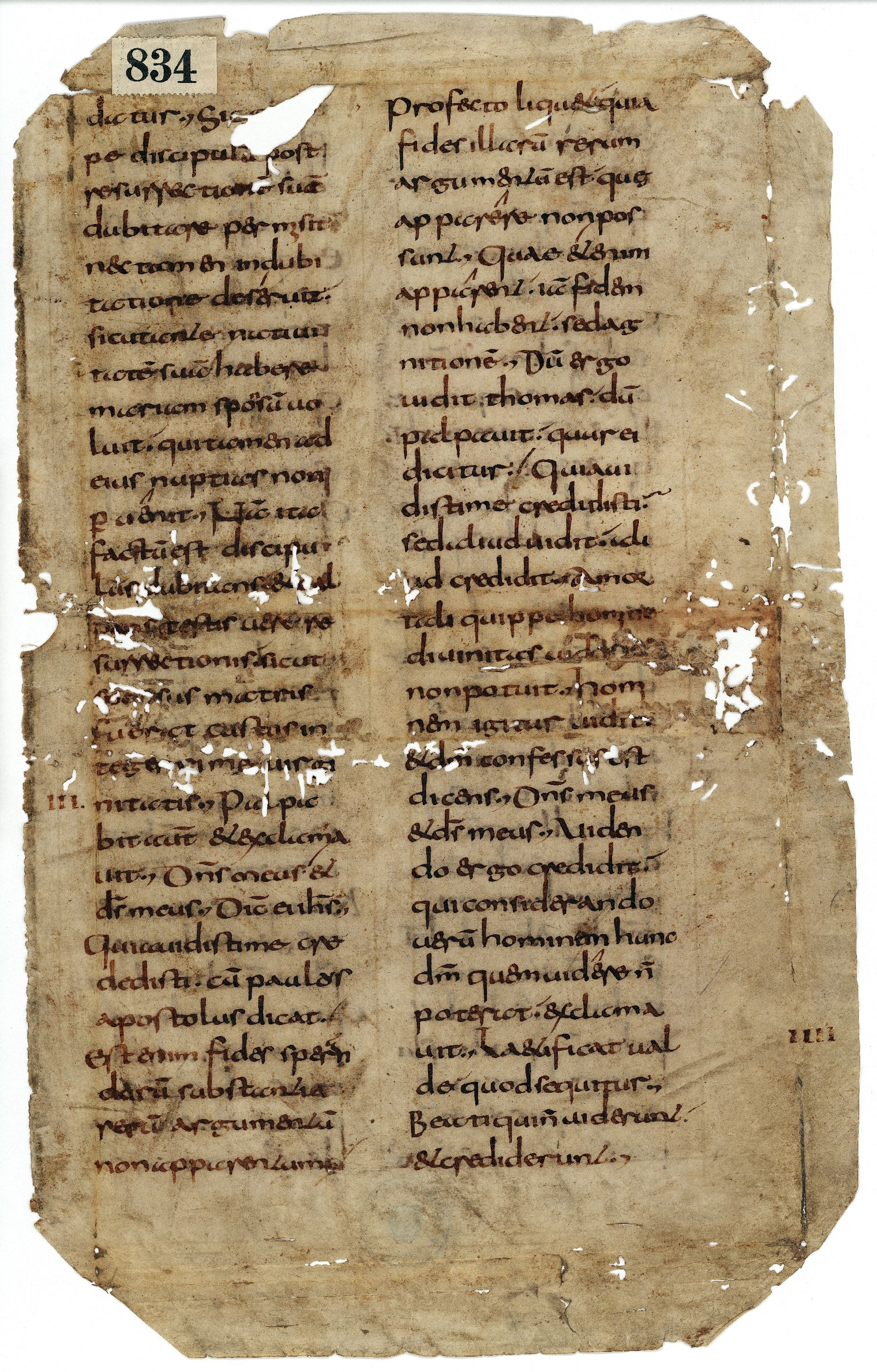
Fragment eines Homiliarums (Bibelauslegung) aus dem Kloster Mondsee in karolingischer Minuskel (9. Jahrhundert)

### Handschriften
530 Bände und 580 kleinere (u. a. zahlreiche Fragmente), darunter viele illuminierte Handschriften befinden sich in der Landesbibliothek. Die Sammlung umfasst außerdem zahlreiche Handschriften der Neuzeit von Urkunden bis hin zu Kochbüchern und Autographen.
Ausgewählte Handschriften:
- Das vermutlich älteste Schriftdokument des Landes Oberösterreich stammt aus dem 9. Jahrhundert (Hs. 834, Bruchstück von Papst Gregor dem Großen: Homilia in Evangelia, landesbibliothek.at).
- Die „erweiterte Christherre-Chronik“ (Linzer Weltchronik-Kompilation, Hs. 472) wurde Mitte des 14. Jahrhunderts in Österreich oder Bayern verfasst und ist mit 390 Illustrationen besonders reich bebildert (landesbibliothek.at).

### Inkunabeln (Wiegendrucke)
Mit etwa 650 Inkunabeln (845 Drucken) ist es die größte Sammlung in Oberösterreich und die sechstgrößte in Österreich. Der älteste Druck in der OÖ. Landesbibliothek ist ein Fragment eines Bibeldrucks von Johannes Fust und Peter Schöffer aus Mainz, 1462. Der älteste vollständige Druck ist von Johannes Mentelin in Straßburg, 1466. Auch unter den Inkunabeln finden sich zahlreiche von Hand illuminierte Drucke (u. a. von Ulrich Schreier).

## Landeskundliches (Autographen, oberösterreichische Zeitungen)

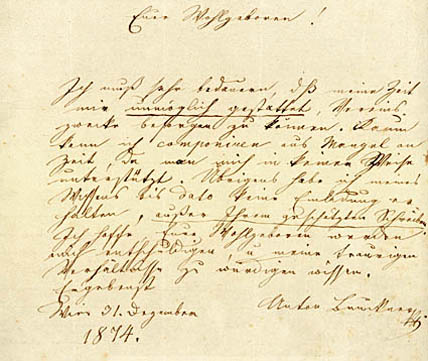
Anton Bruckner (1824–1896) an Julius Gartner, Professor am Pädagogium in Linz. Erworben durch Konrad Schiffmann, den „Gründungsvater“ der Studienbibliothek und Erbauer des Gebäudes am Linzer Schillerplatz

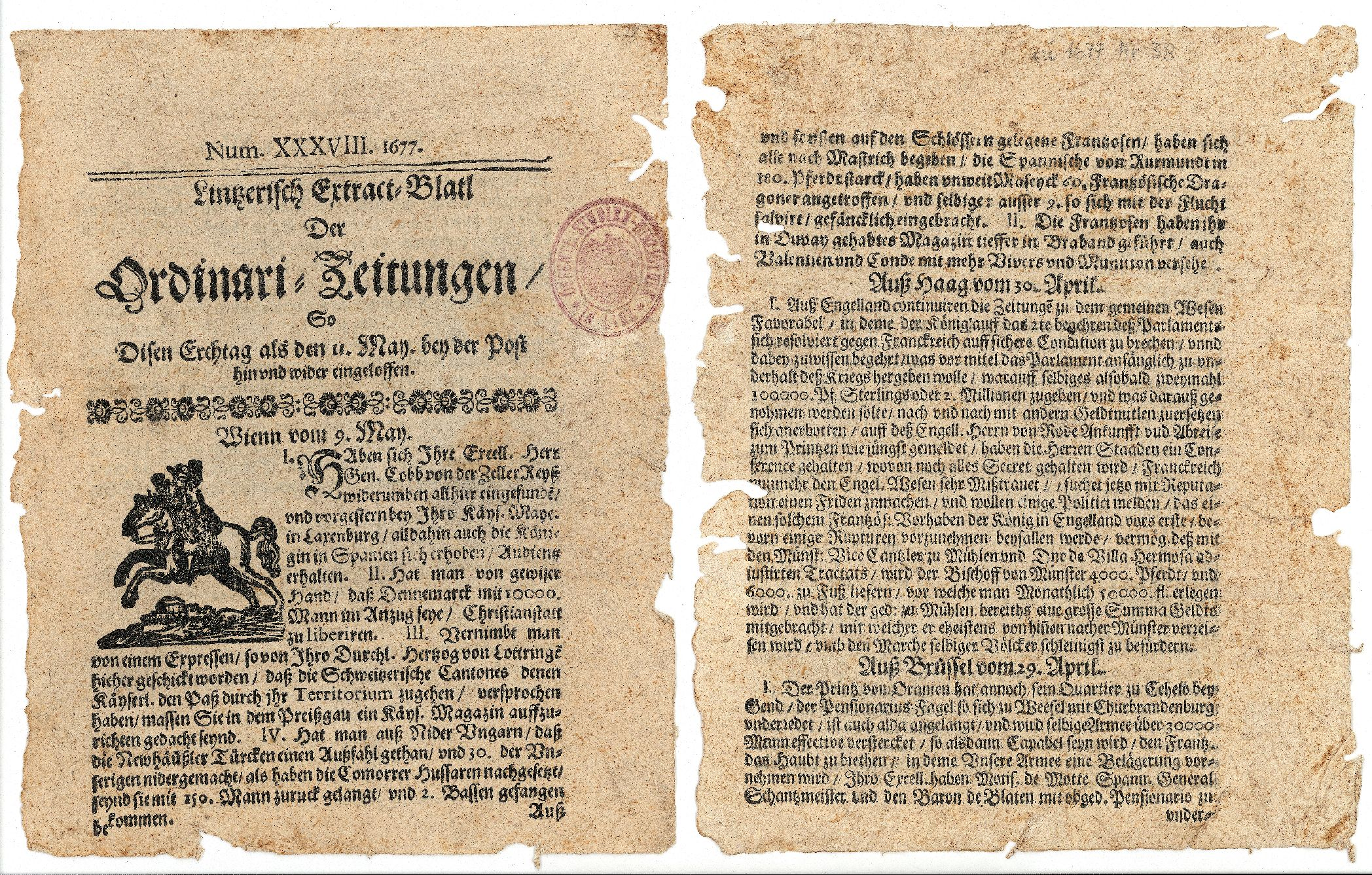
Ältestes Zeitungsfragment der Linzer Zeitung vom 16. Mai 1677 in der Oö. Landesbibliothek

Ein besonderer Schwerpunkt der Sammlungen liegt naturgemäß auf den Obderennsia, den landeskundlichen Beständen (Literatur aus und über Oberösterreich). Darunter fallen auch landeskundlich relevante Handschriften und Autographen (u. a. von Johannes Kepler, Adalbert Stifter und Anton Bruckner). Eine besondere Stellung nehmen auch die Periodica ein. Das älteste oberösterreichische Zeitungsfragment in der Landesbibliothek stammt von der Linzer Zeitung vom 11. Mai 1677.

## Gebäude

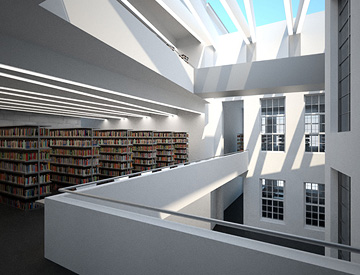
Ein überdachtes Atrium verbindet den historischen Bibliotheksbau im Stil der „Neuen Sachlichkeit“ mit einem modernen Erweiterungsbau nach den Plänen der Architekten Bez + Kock (Stuttgart)

Seit der Eröffnung des Gebäudes im Jahr 1934 hat das markante und denkmalgeschützte Haus am Linzer Schillerplatz, erbaut nach Plänen von Julius Smolik, Robert Buchner und Matthäus Schlager im Stil der Neuen Sachlichkeit, keine gravierenden Veränderungen erfahren.
Die Hauptfassade trägt die beiden Aufschriften „Studienbibliothek“ und „OÖ. Landesbibliothek“. Dazwischen sind die vier Bronzereliefs von Karl Hauk angebracht, welche die vier Fakultäten darstellen.
Im historischen Treppenhaus befindet sich ein großes Glasgemälde, das vom früheren Bibliotheksdirektor Konrad Schiffmann angeregt und von der Linzer Glasmalerei Josef Raukamp hergestellt wurde. Das darauf abgebildete Wessobrunner Gebet wird als poetisches Dokument einer ersten Verschriftlichung von Kultur interpretiert.
Im Obergeschoß befindet sich der „Erlebnisraum Altes Buch“ mit wertvollen Barockschränken des ehemaligen Jesuitenkollegs.

## Leitung
- Wenzeslaus Grumich 1783–1793
- Lukas Fuxjäger 1793–1826
- Anton Viehbäck 1826–1850
- Norbert Mittermayr 1850–1868
- Konstantin Grinzenberger 1868–1874
- Kolumban Fruhwirth 1874–1882
- Alois Kerschischnigg 1883–1886
- Bruno Kyrle 1887
- Ignaz Schüch 1887–1893
- Gunther Mayrhofer 1893–1906
- (unbesetzt 1906–1908)
- Konrad Schiffmann 1908–1935
- Erich Mayr 1935
- Josef Hofinger 1935–1938
- Walter Luegmayer 1938–1945
- Eduard Straßmayr 1945–1946
- Kurt Vancsa 1948–1969
- Franz Wilflingseder 1969–1985
- Karl Hafner (Mayrobnig) 1985–1998
- Christian Enichlmayr 1999–2016
- Renate Plöchl seit 2016